# 藤永賢一
藤永 賢一（ふじなが けんいち、1962年10月20日 - ）は、日本の実業家。ゲンキー創業者。Genky DrugStores代表取締役社長。

## 人物・来歴
福井県福井市生まれ。福井県立高志高等学校を経て、1986年福井大学工学部建設工学科卒業後、東京でフリーターをし、チェーンストア事業に将来性を感じ、帰郷し1988年にゲンキーつくしの店を開業。1990年ゲンキー設立、同社代表取締役社長就任。低価格戦略やドミナント戦略による出店を進め、北陸地方で、クスリのアオキに次ぐ規模に事業を拡大させた。